# 모니카 피터슨
모니카 피터슨(영어: Monica Peterson, 1984년 1월 15일 ~ )은 캐나다의 펜싱 선수로 주 종목은 플뢰레이다. 결혼 전 성은 콴(영어: Kwan)이다. 2012년 하계 올림픽에서 여자 플뢰레 개인전에 출전하였는데, 32강전에서 미국의 리 키퍼에게 10-15로 패하였다.